# 누보 스타드 드 보르도
누보 스타드 드 보르도(프랑스어: Nouveau Stade de Bordeaux)는 프랑스 지롱드주 보르도에 위치한 축구 경기장이며, 최근에는 스폰서 계약으로 인해 마트뮈트 아틀랑티크(프랑스어: Matmut Atlantique)로 알려져 있다. 프랑스의 축구 클럽 FC 지롱댕 드 보르도의 홈 구장으로 사용되고 있다.

## 역사
2014년에 건설이 시작되어 2015년 4월에 완공되었다. 2015년 5월 18일에 개장되었다. 개장 후 첫 경기는 시즌 프랑스 리그 마지막 날인 2015년 5월 23일에 열린 보르도 대 몽펠리에 경기였다. 홈 팀은 디에고 롤란의 두 골로, 2–1 승리를 거뒀다.
또한 프랑스의 럭비 유니언 리그 톱 14의 2014-15 시즌 준결승전이 개최되기도 했으며, 8강전을 포함한 UEFA 유로 2016의 다섯 경기가 열렸다.
2015년 9월 7일에, 세르비아를 2-1로 이긴 프랑스 대표팀의 친선전이 열렸다.
2016년 9월에, 2018 쿠프 드 라 리그 결승전을 파리 외부에서 치를 계획의 일환으로서, 결승전 경기장으로 선정됐다.
캐나다의 프랑스계 가수인 셀린 디옹이 2017년 6월 29일에 이 경기장에서 첫 공연을 했다.
2017년 7월에 선정된 2024년 하계 올림픽 개최 입후보로 나선 파리의 축구 경기 개최 경기장 6개 가운데 한 곳으로 이름을 올렸다.
프랑스가 개최권을 얻어낸 이후인 2017년 11월에, 2023년 럭비 월드컵이 열리는 9개의 경기장 가운데 한 곳으로 확정됐다.

## 갤러리

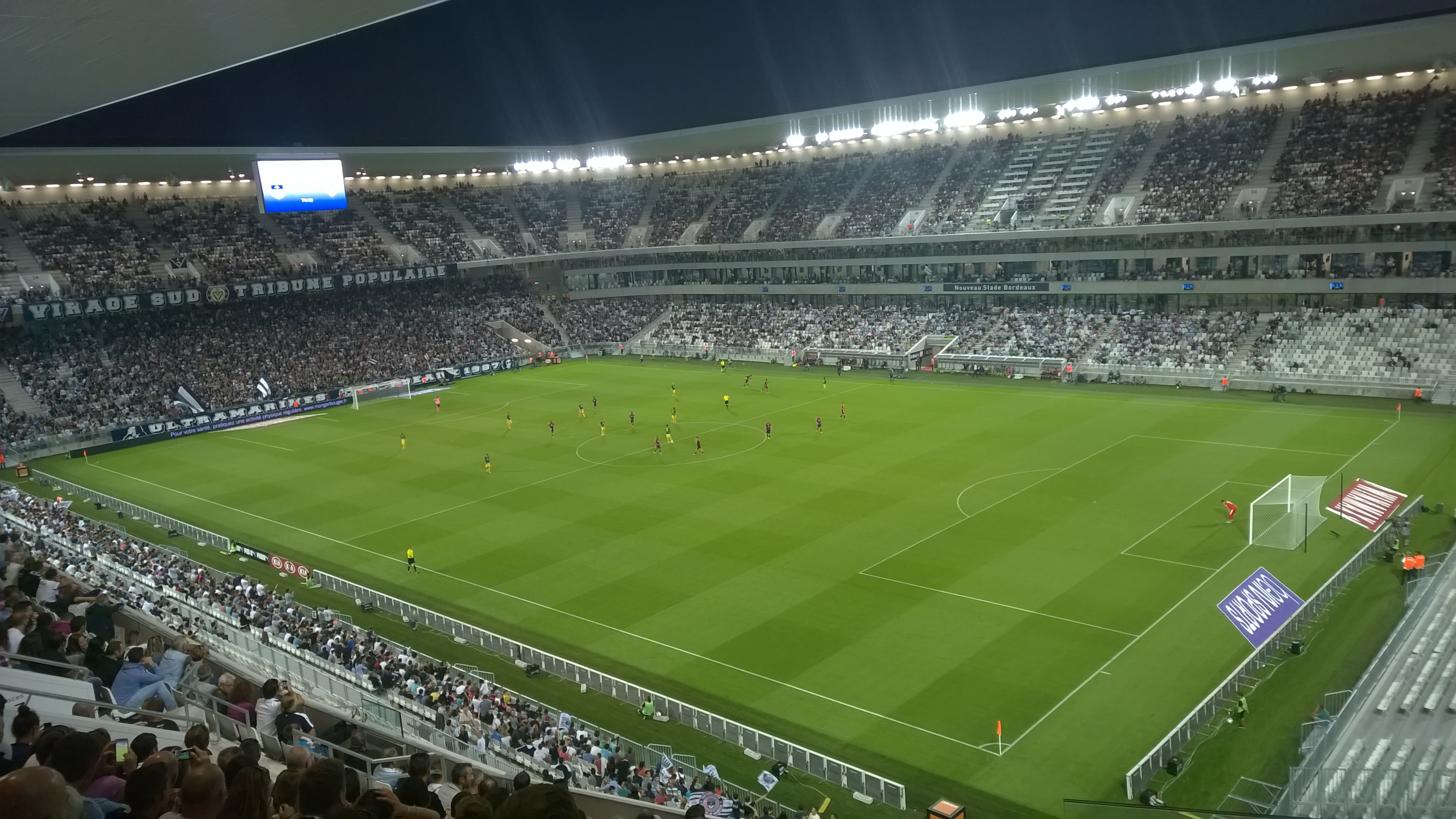
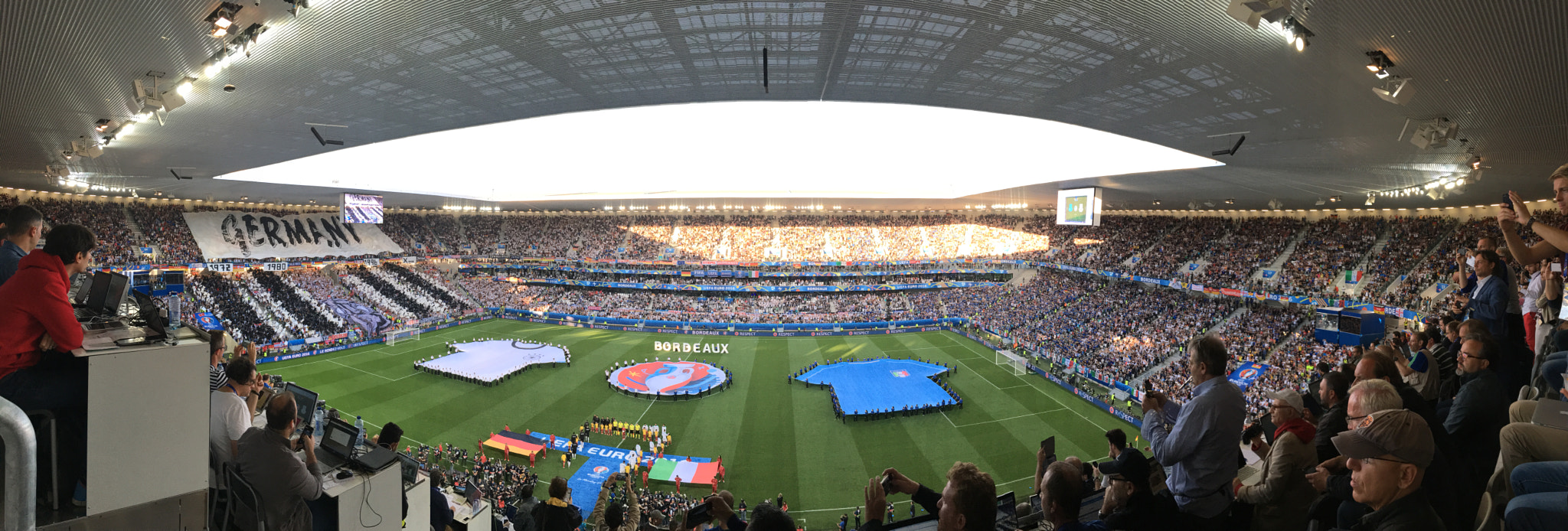

## UEFA 유로 2016 경기
| 날짜            | 시간 (CET) | 팀 #1      | 결과        | 팀 #2      | 라운드 | 관중수 |
| --------------- | ---------- | ---------- | ----------- | ---------- | ------ | ------ |
| 2016년 6월 11일 | 18:00      | 웨일스     | 2–1         | 슬로바키아 | B조    | 37,831 |
| 2016년 6월 14일 | 18:00      | 오스트리아 | 0–2         | 헝가리     | F조    | 34,424 |
| 2016년 6월 18일 | 15:00      | 벨기에     | 3–0         | 아일랜드   | E조    | 39,493 |
| 2016년 6월 21일 | 21:00      | 크로아티아 | 2–1         | 스페인     | D조    | 37,245 |
| 2016년 7월 2일  | 21:00      | 독일       | 1–1 (6–5 p) | 이탈리아   | 8강전  | 38,764 |